# Liste der Monuments historiques in Houécourt
Die Liste der Monuments historiques in Houécourt führt die Monuments historiques in der französischen Gemeinde Houécourt auf.

## Liste der Objekte
| Bezeichnung                           | Beschreibung                                                   | Standort                        | Kennzeichnung | Schutzstatus | Datum | Bild |
| ------------------------------------- | -------------------------------------------------------------- | ------------------------------- | ------------- | ------------ | ----- | ---- |
| Gemälde Maria im Kreise ihrer Familie | Ölfarbe auf Leinwand, 1742 von Laurent Bruno François Jourdain | in der Kirche St-Quentin (Lage) | PM88000463    | Classé       | 1982  |      |
| Skulptur Madonna mit Kind             | Stein, farbig gefasst, 15. Jahrhundert                         | in der Kirche St-Quentin (Lage) | PM88000462    | Classé       | 1964  |      |